# Bebryce mollis
Bebryce mollis är en korallart som beskrevs av Molippi 1842. Bebryce mollis ingår i släktet Bebryce och familjen Plexauridae. Inga underarter finns listade i Catalogue of Life.